# 遠藤みずき
遠藤 みずき（えんどう みずき、1980年7月8日 - ）は、日本のタレント、女優、モデルである。埼玉県春日部市出身。スイートルーム所属。

## 人物
- 趣味は、ソフトボールと走ることである。
- 2009年秋から活動を停止していたが、2011年7月5日にブログでこの間に結婚し出産していたことを公表した(出産・結婚の具体的な日付は不明)。

## 出演

### テレビ
- C/Wラブ（2002年、日本テレビ）
- 夢の扉 〜NEXT DOOR〜（2005年 - 不定期、TBS）
- 夜王（2006年、TBS）
- 未来創造堂（2006年）
- FILM FACTORY（2007年）
- 加藤夏希のトレンドアイズ（2008年、BS日テレ）

### 映画
- ShortFilm シンドローム（2004年）
- イン・ザ・プール（2005年）
- LOST 〜呪われた島〜（2006年）
- 龍の牙-DRAGON FANG-（2007年11月22日DVD発売）

### PV
- ここにいる（音速ライン、2004年）
- スワロー（音速ライン、2004年）
- リトルダンサー（PICK2HAND、2005年）

### CM
- ロッテ 『DEMI』 （2002年〜2003年）
- 龍角散 『のどスプレー』 （2002年〜2003年）
- トヨタ 『ist』 （2004年）
- NHN Japan 『ハンゲーム』 （2005年）
- ファンケル （2005年）
- ユニリーバ 『Axe』合コン編 （2007年）
- ライオン 『PAIR A錠』 根っこ編（2008年）

## 作品

### CD
- お茶犬〜「ほっ」とものがたり〜『「ホッ」としよ』（3曲目、2006年）